# Paolo Quaregna
Paolo Quaregna (Torino, 1946) è un regista e sceneggiatore italiano.

## Biografia
Il suo esordio risale al 1982 con Felicità ad oltranza, film presentato al Festival internazionale Cinema giovani 1982 di Torino nella sezione tematiche giovanili e al Festival di Berlino 1983.
Il suo film più noto è Una donna allo specchio (1984), con protagonisti Stefania Sandrelli e Marzio Honorato, girato quasi interamente a Ivrea, durante i giorni del Carnevale.
Nel 2006 ha diretto un documentario Le Bon élève - Le Mali et nous che è stato presentato al Festival di cinema africano di Verona 2007 nella sezione Prospettiva Africa.

## Filmografia
- Felicità ad oltranza (1982)
- Una donna allo specchio (1984)
- Dancing North (1998)
- Abitibi's Drums – film TV (2000)
- La seconda patria (2019)